# 雷內爾·埃斯皮納爾
雷内尔·约瑟夫·埃斯皮纳尔（Raynel Joseph Espinal，1991年10月6日—）是多明尼加的職業棒球投手，目前效力於日本職業棒球（NPB）東京養樂多燕子隊。他曾在美國職業棒球大聯盟（MLB）效力波士頓紅襪隊和辛辛那提紅人隊。他的身高為6英尺3英寸（1.91米），體重215磅（98公斤），右投右打。

## 職棒生涯成績

### 美國職棒
| 年度 | 球隊         | 出賽 | 先發 | 勝投 | 敗投 | 中繼 | 救援 | 完投 | 完封 | 三振 | 四死 | 責失 | 投球局數 | 自責分率 | 被上壘率 |
| ---- | ------------ | ---- | ---- | ---- | ---- | ---- | ---- | ---- | ---- | ---- | ---- | ---- | -------- | -------- | -------- |
| 2021 | 波士頓紅襪   | 1    | 0    | 0    | 0    | 0    | 0    | 0    | 0    | 0    | 1    | 2    | 2.0      | 9.00     | 1.50     |
| 2022 | 辛辛那提紅人 | 2    | 0    | 0    | 1    | 0    | 0    | 0    | 0    | 5    | 1    | 4    | 4.2      | 7.71     | 1.50     |
| 合計 | 2年          | 3    | 0    | 0    | 1    | 0    | 0    | 0    | 0    | 5    | 2    | 6    | 6.2      | 8.10     | 1.50     |

### 日本職棒
| 年度 | 球隊           | 出賽 | 先發 | 勝投 | 敗投 | 中繼 | 救援 | 完投 | 完封 | 三振 | 四死 | 責失 | 投球局數 | 自責分率 | 被上壘率 |
| ---- | -------------- | ---- | ---- | ---- | ---- | ---- | ---- | ---- | ---- | ---- | ---- | ---- | -------- | -------- | -------- |
| 2023 | 東京養樂多燕子 | 3    | 0    | 0    | 0    | 0    | 0    | 0    | 0    | 4    | 5    | 3    | 5.0      | 5.40     | 1.20     |
| 合計 | 1年            | 3    | 0    | 0    | 0    | 0    | 0    | 0    | 0    | 4    | 5    | 3    | 5.0      | 5.40     | 1.20     |

## 职业生涯

### 纽约洋基
埃斯皮纳尔在紐約洋基隊開始了他的職業生涯，首先在2013年和2014年為多明尼加夏季聯盟洋基隊效力。在2015年沒有職業比賽機會後，他在2016年為四支不同的洋基農場隊伍效力，最終晉升到A短季聯盟的斯泰頓島洋基隊。 2017年，他為三支不同的隊伍效力，並在特倫頓雷霆隊達到了雙A級別。之後，Espinal在2018和2019年的整個賽季都效力於斯克蘭頓/威爾克斯-巴里鐵路騎士隊，打滿了三A級別。在鐵路騎士隊中，他總共出場59場比賽（其中15場是先發），投出142局失64分，平均防禦率為4.06。2019年7月，Espinal進行了汤米约翰手术。

### 波士顿红袜
在2019年賽季結束後，紅襪隊在規則五選秀的小聯盟階段中從洋基隊選擇了埃斯皮纳尔。由於小聯盟賽季被取消，他在2020年沒有比賽投球機會，然後在2021年季初以三A級的身份加入了伍斯特紅襪隊。因為有球員被列入與COVID有關的名單，紅襪隊在2021年8月30日晉升埃斯皮纳尔到大聯盟，以增加牛棚深度。當天他在對陣坦帕灣光芒隊的救援中首次登場。 他於隔天被退回伍斯特，並被從40人名單中刪除。 伍斯特將埃斯皮纳尔評為該年度的最佳投手，在三A級別中取得了11勝4敗的戰績，防禦率為3.55。埃斯皮纳尔在2021年賽季結束後成為了自由球員。

### 旧金山巨人
2022年2月5日，埃斯皮纳尔和舊金山巨人隊簽下小聯盟合約。他在太平洋岸聯盟的沙加緬度河貓隊開始了3A級別的賽季。

### 芝加哥小熊
2022年7月31日，巨人隊以Dixon Machado交易埃斯皮纳尔給芝加哥小熊隊。 但是，小熊隊於8月16日將埃斯皮纳尔釋出，使他成為自由球員。

### 辛辛那提红人
2022年8月18日，埃斯皮纳尔與辛辛那提紅人隊簽下小聯盟合約。他的合約於2022年9月11日被選中，晉升到大聯盟。然而，他在2022年11月10日選擇了自由球員。

### 东京养乐多燕子
2022年12月5日，埃斯皮纳尔簽約加盟日本職棒東京养乐多燕子隊。 

## 国际賽
埃斯皮纳尔曾代表多明尼加共和國國家棒球隊參加2020年夏季奧運會的資格賽。 此外，他也曾與多明尼加職業棒球大聯盟（LIDOM）的Gigantes del Cibao隊一起度過了幾個冬季賽季。

## 外部連結
- 雷內爾·埃斯皮納爾在美國職棒（英语）
- 雷內爾·埃斯皮納爾在日本職棒（英语）
- 雷內爾·埃斯皮納爾在Baseball-Reference.com（大聯盟）（英语）
- 雷內爾·埃斯皮納爾在Baseball-Reference.com（小聯盟以及海外聯盟）（英语）
- 雷內爾·埃斯皮納爾在ESPN（MLB）（英语）
- 雷內爾·埃斯皮納爾在FanGraphs.com（英语）